# 艾華達體育會
艾華達體育會（Al-Wehdat Sports Club），簡稱艾華達、安曼團結，是一間位於約旦的職業足球會。於1956年成立，現於約旦超級足球聯賽角逐。隊名中الوحدات的意思是「單元」，在此也有「團結」的意味。

## 俱樂部作用
團結俱樂部是呼籲阿拉伯運動員團結的先驅。它為實現這一原則付出了長期的努力，它相信並追求這一原則。他們超越了勝利的時刻，滿懷希望地走向更大的勝利，把兄弟姐妹聚集在比體育場更廣泛的概念中。俱樂部有崇高的國家目標，並試圖將其轉化以實現。球隊參加阿拉伯錦標賽是因為它熱衷於為兄弟們的成功做出貢獻，他們孜孜不倦地在體育場內收集阿拉伯青年的話語。比一個兄弟國家..即使在大多數情況下它不得不在沒有球星的情況下參加國家隊。俱樂部在1983年第一次參加境外阿拉伯錦標賽。

## 成就
- 約旦超級足球聯賽: 16

1980, 1987, 1991, 1994, 1995, 1996, 1997, 2005, 2007, 2008, 2009, 2011, 2014, 2015, 2016, 2018
- 約旦足總盃: 13

1982, 1985, 1989, 1996, 1997, 2000, 2009, 2010, 2011, 2014, 2022, 2024, 2025
- 約旦足協盾: 9

1983, 1984, 1989, 1996, 2003, 2005, 2008, 2010, 2011
- 約旦超級盃: 12

1989, 1992, 1997, 1998, 2000, 2001, 2005, 2008, 2009, 2010, 2011, 2014

## 亞洲賽表現
- 亞洲聯賽冠軍盃: 2 次

2002–03賽季: 西亞區 - 第二輪
2015年: 預選賽淘汰賽
- 亞洲球會錦標賽: 1 次

1995年: 第一輪
- 亞洲足協盃: 8 次

2006年: 半決賽
2007年: 半決賽
2008年: 小組賽階段
2009年: 小組賽階段
2010年: 小組賽階段
2011年: 半決賽
2012年: 四分之一決賽
2015年: 八分之一決賽
- 亞洲盃賽冠軍盃: 2 次

2000–01賽季: 四分之一決賽
2001–02賽季: 第二輪

## 外部連結
- National Football Teams （页面存档备份，存于）
- Kooora （页面存档备份，存于）
- Soccerway （页面存档备份，存于）
- Official website （页面存档备份，存于）
- Al-Weehdat （页面存档备份，存于）